# Campionat del Món d'hoquei sobre patins masculí de 2009

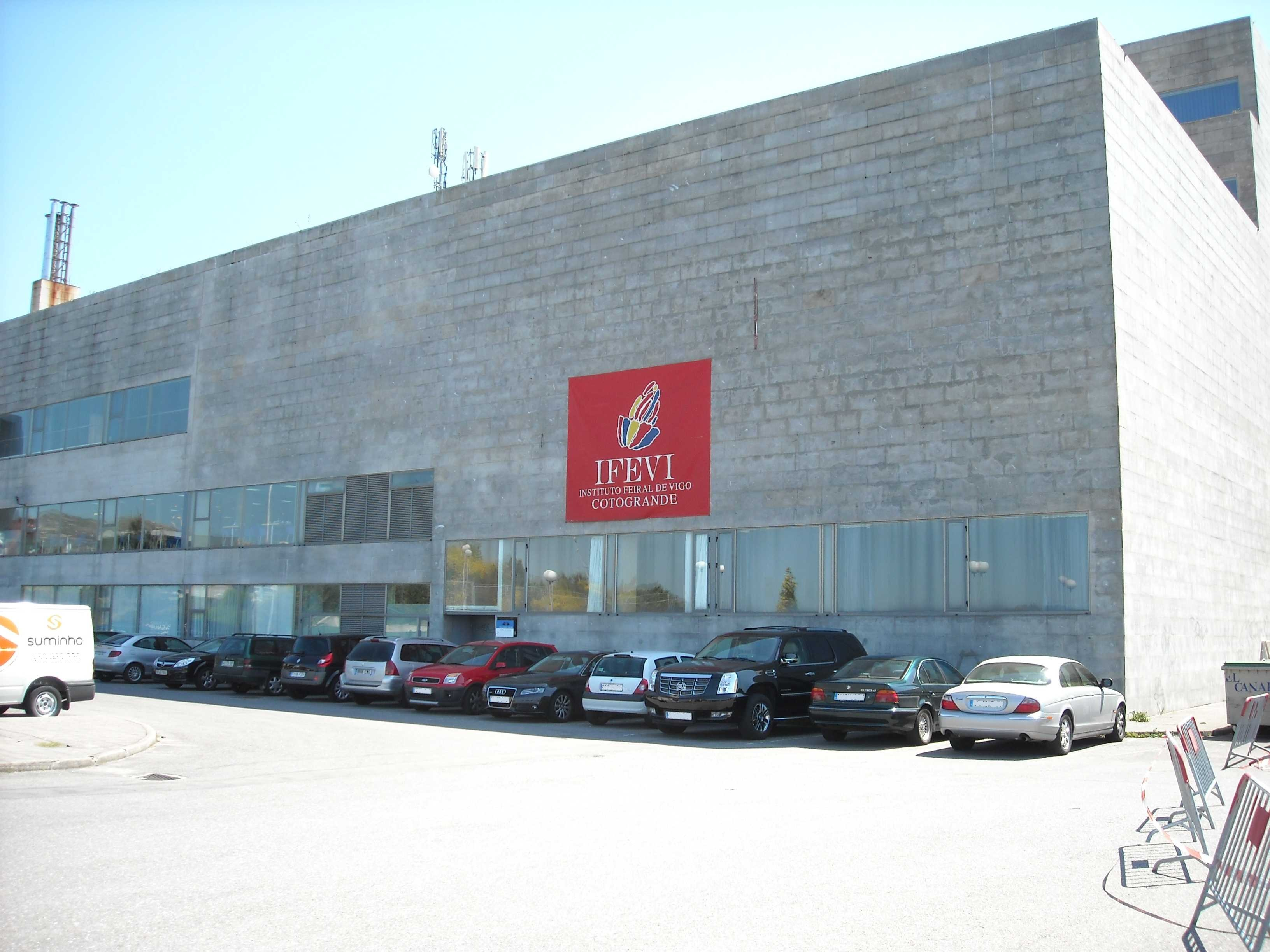
IFEVI, Vigo, 2009.

El 39è Campionat del Món «A» d'hoquei patins masculí es disputà entre el 4 i l'11 de juliol de 2009 a Vigo i Pontevedra (Espanya). Concretament els partits es disputaren a l'Institut Firal de Vigo (IFEVI) i, de forma accessòria, al Pavelló Municipal de Pontevedra.
Els equips classificats en les tres darreres places van passar a disputar el Campionat del Món "B" 2010.
Els àrbitres que van prendre part en aquesta competició foren: María Teresa Martínez, Francisco García i Manuel Martínez (Espanya); Marka Brailey (Estats Units); Carsten Niestroy (Alemanya); Roland Eggimann (Suïssa); Marcelo Saab (Argentina); Gianni Fermi (Itàlia); Jordi Vidal (Catalunya); Xavier Jacquart (França); José Pinto (Portugal) i Manuel Ríos (Xile).

## Participants
| Grup A | Grup A   |
| ------ | -------- |
|        | Espanya  |
|        | Angola   |
|        | Moçambic |
|        | Colòmbia |

| Grup B | Grup B        |
| ------ | ------------- |
|        | Suïssa        |
|        | Brasil        |
|        | Andorra       |
|        | Països Baixos |

| Grup C | Grup C       |
| ------ | ------------ |
|        | Portugal     |
|        | Argentina    |
|        | Estats Units |
|        | Xile         |

| Grup D | Grup D     |
| ------ | ---------- |
|        | Itàlia     |
|        | França     |
|        | Alemanya   |
|        | Anglaterra |

## Fase Regular
Els horaris corresponen a l'hora d'estiu d'Espanya (zona horària: UTC+2), als Països Catalans és la mateixa.

### Llegenda
En les taules següents:
| Pts = Punts totals PJ = Partits jugats PG = Partits guanyats PE = Partits empatats PP = Partits perduts GF = Gols a favor |  | GC = Gols en contra DG = Diferència de gols (GF-GC) Ressaltat en verd = Equip classificat per a la segona fase. Ressaltat en vermell = Equip eliminat per a la segona fase. (p) = Gol de penalti (fd) = Gol de falta directa |  |  |

### Grup A
| Equip    | Pts | PJ | PG | PE | PP | GF | GC | DG  |
| -------- | --- | -- | -- | -- | -- | -- | -- | --- |
| Espanya  | 9   | 3  | 3  | 0  | 0  | 26 | 2  | +24 |
| Angola   | 4   | 3  | 1  | 1  | 1  | 7  | 5  | +2  |
| Moçambic | 2   | 3  | 0  | 2  | 1  | 2  | 9  | -7  |
| Colòmbia | 1   | 3  | 0  | 1  | 2  | 0  | 19 | -19 |

| 4 de juliol de 2009 20:30                                          |     |          |                                                        |
| Espanya                                                            | 7-0 | Moçambic | Institut Firal de Vigo Àrbitres: L. Agra i X. Jacquart |
| Gil (2) Bancells (1) Ordeig (1) Torra (1) J. Bargalló (1) Gual (1) |     |          | Institut Firal de Vigo Àrbitres: L. Agra i X. Jacquart |

| 5 de juliol de 2009 19:45         |     |          |                                                     |
| Angola                            | 3-0 | Colòmbia | Institut Firal de Vigo Àrbitres: J. Pinto i M. Ríos |
| Centeno (1) Vieira (1) Santos (1) |     |          | Institut Firal de Vigo Àrbitres: J. Pinto i M. Ríos |

| 6 de juliol de 2009 16:30 |     |                        |                                                     |
| Angola                    | 2-2 | Moçambic               | Institut Firal de Vigo Àrbitres: M. Saab i G. Fermi |
| Centeno (1) Vieira (1)    |     | Soares (1) Pereira (1) | Institut Firal de Vigo Àrbitres: M. Saab i G. Fermi |

| 6 de juliol de 2009 19:45 |      |                                                                                                |                                                           |
| Colòmbia                  | 0-16 | Espanya                                                                                        | Institut Firal de Vigo Àrbitres: M. Brailey i C. Niestroy |
|                           |      | Gil (4) Bancells (2) Torra (2) "Titi" Roca (2) Adroher (2) Gual (2) Ordeig (1) J. Bargalló (1) | Institut Firal de Vigo Àrbitres: M. Brailey i C. Niestroy |

| 7 de juliol de 2009 16:30 |     |          |                                                        |
| Colòmbia                  | 0-0 | Moçambic | Institut Firal de Vigo Àrbitres: L. Agra i R. Eggimann |
|                           |     |          | Institut Firal de Vigo Àrbitres: L. Agra i R. Eggimann |

| 7 de juliol de 2009 19:45 |     |                     |                                                         |
| Angola                    | 2-3 | Espanya             | Institut Firal de Vigo Àrbitres: X. Jacquart i J. Pinto |
| Vieira (1) Gomes (1)      |     | Ordeig (2) Gual (1) | Institut Firal de Vigo Àrbitres: X. Jacquart i J. Pinto |

### Grup B
| Equip         | Pts | PJ | PG | PE | PP | GF | GC | DG  |
| ------------- | --- | -- | -- | -- | -- | -- | -- | --- |
| Brasil        | 9   | 3  | 3  | 0  | 0  | 12 | 3  | +9  |
| Suïssa        | 6   | 3  | 2  | 0  | 1  | 9  | 6  | +3  |
| Andorra       | 3   | 3  | 1  | 0  | 2  | 9  | 7  | +2  |
| Països Baixos | 0   | 3  | 0  | 0  | 3  | 2  | 16 | -14 |

| 5 de juliol de 2009 18:15 |     |               |                                                        |
| Suïssa                    | 4-0 | Països Baixos | Institut Firal de Vigo Àrbitres: G. Fermi i M. Brailey |
| Garcia (3) Desponds (1)   |     |               | Institut Firal de Vigo Àrbitres: G. Fermi i M. Brailey |

| 5 de juliol de 2009 21:30 |     |            |                                                        |
| Brasil                    | 2-1 | Andorra    | Institut Firal de Vigo Àrbitres: M. Saab i X. Jacquart |
| Wada (1) Karam (1)        |     | Martín (1) | Institut Firal de Vigo Àrbitres: M. Saab i X. Jacquart |

| 6 de juliol de 2009 18:15 |     |                         |                                                     |
| Suïssa                    | 3-2 | Andorra                 | Institut Firal de Vigo Àrbitres: J. Pinto i M. Ríos |
| Desponds (3)              |     | Bassols (1) Villaró (1) | Institut Firal de Vigo Àrbitres: J. Pinto i M. Ríos |

| 6 de juliol de 2009 21:30 |     |                                  |                                                     |
| Països Baixos             | 0-6 | Brasil                           | Institut Firal de Vigo Àrbitres: J. Pinto i M. Ríos |
|                           |     | Selva (3) J. Silva (2) Karam (1) | Institut Firal de Vigo Àrbitres: J. Pinto i M. Ríos |

| 7 de juliol de 2009 18:15 |     |                                          |                                                           |
| Suïssa                    | 2-4 | Brasil                                   | Institut Firal de Vigo Àrbitres: C. Niestroy i M. Brailey |
| Garcia (1) Desponds (1)   |     | Selva (1) Zanini (1) Karam (1) Matos (1) | Institut Firal de Vigo Àrbitres: C. Niestroy i M. Brailey |

| 7 de juliol de 2009 21:30      |     |                                                            |                                                           |
| Països Baixos                  | 2-6 | Andorra                                                    | Institut Firal de Vigo Àrbitres: C. Niestroy i M. Brailey |
| Van Gemert (1) Van Deursen (1) |     | Villaró (2) Pérez (1) Martín (1) Bassols (1) Rodríguez (1) | Institut Firal de Vigo Àrbitres: C. Niestroy i M. Brailey |

### Grup C
| Equip        | Pts | PJ | PG | PE | PP | GF | GC | DG  |
| ------------ | --- | -- | -- | -- | -- | -- | -- | --- |
| Argentina    | 9   | 3  | 3  | 0  | 0  | 31 | 4  | +27 |
| Portugal     | 6   | 3  | 2  | 0  | 1  | 21 | 6  | +15 |
| Xile         | 3   | 3  | 1  | 0  | 2  | 6  | 10 | -4  |
| Estats Units | 0   | 3  | 0  | 0  | 3  | 4  | 42 | -38 |

| 5 de juliol de 2009 16:30 |     |                                   |                                                                   |
| Xile                      | 1-4 | Argentina                         | Pavelló Municipal de Pontevedra Àrbitres: R. Eggimann i F. García |
| Fernández (1)             |     | Ábalos (2) Gracia (1) Ordóñez (1) | Pavelló Municipal de Pontevedra Àrbitres: R. Eggimann i F. García |

| 5 de juliol de 2009 18:15 |      |                                                                             |                                                                 |
| Estats Units              | 1-15 | Portugal                                                                    | Pavelló Municipal de Pontevedra Àrbitres: C. Niestroy i L. Agra |
| Sordahl (1)               |      | Narciso (4) Ric. Silva (4) Viana (3) Oliveira (2) Rafael (1) Rei. Silva (1) | Pavelló Municipal de Pontevedra Àrbitres: C. Niestroy i L. Agra |

| 6 de juliol de 2009 18:15                                                                |      |              |                                                                  |
| Argentina                                                                                | 24-1 | Estats Units | Pavelló Municipal de Pontevedra Àrbitres: X. Jacquart i J. Vidal |
| Álvarez (9) Nicolia (4) Ábalos (3) Ordóñez (2) Velásquez (2) P. García (2) R. García (2) |      | Torvik (1)   | Pavelló Municipal de Pontevedra Àrbitres: X. Jacquart i J. Vidal |

| 6 de juliol de 2009 21:30 |     |                                                |                                                                    |
| Xile                      | 2-4 | Portugal                                       | Pavelló Municipal de Pontevedra Àrbitres: M.T. Martínez i J. Vidal |
| Illanes (1) Andrade (1)   |     | Pereira (1) Ventura (1) Oliveira (1) Viana (1) | Pavelló Municipal de Pontevedra Àrbitres: M.T. Martínez i J. Vidal |

| 7 de juliol de 2009 16:30 |     |                        |                                                                |
| Xile                      | 3-2 | Estats Units           | Pavelló Municipal de Pontevedra Àrbitres: G. Fermi i F. García |
| Fernández (2) Illanes (1) |     | Englund (1) Torvik (1) | Pavelló Municipal de Pontevedra Àrbitres: G. Fermi i F. García |

| 7 de juliol de 2009 21:30 |     |             |                                                                    |
| Argentina                 | 3-2 | Portugal    | Pavelló Municipal de Pontevedra Àrbitres: M.T. Martínez i G. Fermi |
| Álvarez (2) P. García (1) |     | Ventura (2) | Pavelló Municipal de Pontevedra Àrbitres: M.T. Martínez i G. Fermi |

### Grup D
| Equip      | Pts | PJ | PG | PE | PP | GF | GC | DG |
| ---------- | --- | -- | -- | -- | -- | -- | -- | -- |
| França     | 7   | 3  | 2  | 1  | 0  | 11 | 3  | +8 |
| Itàlia     | 7   | 3  | 2  | 1  | 0  | 10 | 4  | +6 |
| Alemanya   | 3   | 3  | 1  | 0  | 2  | 7  | 12 | -5 |
| Anglaterra | 0   | 3  | 0  | 0  | 3  | 3  | 12 | -9 |

| 5 de juliol de 2009 19:45 |     |                                                      |                                                                  |
| Alemanya                  | 2-7 | França                                               | Pavelló Municipal de Pontevedra Àrbitres: J. Vidal i R. Eggimann |
| Hovelmann (1) Haupt (1)   |     | Landrin (3) Henry (2) Guilbert (1) Furstenberger (1) | Pavelló Municipal de Pontevedra Àrbitres: J. Vidal i R. Eggimann |

| 5 de juliol de 2009 21:30 |     |                                     |                                                                     |
| Anglaterra                | 1-6 | Itàlia                              | Pavelló Municipal de Pontevedra Àrbitres: M.T. Martínez i F. García |
| Smith (1)                 |     | Zen (3) Tataranni (2) Travasino (1) | Pavelló Municipal de Pontevedra Àrbitres: M.T. Martínez i F. García |

| 6 de juliol de 2009 16:30 |     |                       |                                                                   |
| Anglaterra                | 0-3 | França                | Pavelló Municipal de Pontevedra Àrbitres: L. Agra i M.T. Martínez |
|                           |     | Henry (2) Landrin (1) | Pavelló Municipal de Pontevedra Àrbitres: L. Agra i M.T. Martínez |

| 6 de juliol de 2009 19:45              |     |                        |                                                                   |
| Itàlia                                 | 3-2 | Alemanya               | Pavelló Municipal de Pontevedra Àrbitres: R. Eggimann i F. García |
| Travasino (1) Tataranni (1) Iluzzi (1) |     | Behrendt (1) Haupt (1) | Pavelló Municipal de Pontevedra Àrbitres: R. Eggimann i F. García |

| 7 de juliol de 2009 18:15   |     |                                   |                                                             |
| Anglaterra                  | 2-3 | Alemanya                          | Pavelló Municipal de Pontevedra Àrbitres: M. Saab i M. Ríos |
| Waddinggham (1) Ableson (1) |     | Hovelmann (1) Haupt (1) Kluge (1) | Pavelló Municipal de Pontevedra Àrbitres: M. Saab i M. Ríos |

| 7 de juliol de 2009 19:45 |     |              |                                                              |
| Itàlia                    | 1-1 | França       | Pavelló Municipal de Pontevedra Àrbitres: J. Vidal i M. Saab |
| Tataranni (1)             |     | Guilbert (1) | Pavelló Municipal de Pontevedra Àrbitres: J. Vidal i M. Saab |

## Fase Final
|  | Quarts de final                           | Quarts de final                            |                                            |          | Semifinals  | Semifinals  |  |  | Final                                      | Final |
|  |                                           |                                            |                                            |          |             |             |  |  |                                            |       |
|  | 8 de juliol - Vigo Institut Firal de Vigo |                                            |                                            |          |             |             |  |  |                                            |       |
|  |                                           |                                            |                                            |          |             |             |  |  |                                            |       |
|  | Brasil                                    | 4                                          |                                            |          |             |             |  |  |                                            |       |
|  | Brasil                                    | 4                                          | 10 de juliol - Vigo Institut Firal de Vigo |          |             |             |  |  |                                            |       |
|  | Angola                                    | 0                                          |                                            |          |             |             |  |  |                                            |       |
|  | Angola                                    | 0                                          | Brasil                                     | 2        |             |             |  |  |                                            |       |
|  | 8 de juliol - Vigo Institut Firal de Vigo |                                            | Brasil                                     | 2        |             |             |  |  |                                            |       |
|  |                                           | Argentina                                  | 5                                          |          |             |             |  |  |                                            |       |
|  | Argentina                                 | Argentina                                  | 5                                          | 3        |             |             |  |  |                                            |       |
|  | Argentina                                 |                                            | 11 de juliol - Vigo Institut Firal de Vigo | 3        |             |             |  |  |                                            |       |
|  | Itàlia                                    | 2                                          |                                            |          |             |             |  |  |                                            |       |
|  | Itàlia                                    | 2                                          | Argentina                                  | 1        |             |             |  |  |                                            |       |
|  | 8 de juliol - Vigo Institut Firal de Vigo |                                            | Argentina                                  | 1        |             |             |  |  |                                            |       |
|  |                                           | Espanya                                    | 3                                          |          |             |             |  |  |                                            |       |
|  | Espanya                                   | Espanya                                    | 3                                          | 4        |             |             |  |  |                                            |       |
|  | Espanya                                   | 10 de juliol - Vigo Institut Firal de Vigo |                                            | 4        |             |             |  |  |                                            |       |
|  | Suïssa                                    | 1                                          |                                            |          |             |             |  |  |                                            |       |
|  | Suïssa                                    | 1                                          | Espanya                                    | 2        | Tercer lloc | Tercer lloc |  |  |                                            |       |
|  | 8 de juliol - Vigo Institut Firal de Vigo |                                            | Espanya                                    | 2        | Tercer lloc | Tercer lloc |  |  |                                            |       |
|  |                                           | Portugal                                   | 1                                          |          |             |             |  |  |                                            |       |
|  | França                                    | Portugal                                   | 1                                          | 2        | Brasil      | 3           |  |  |                                            |       |
|  | França                                    |                                            |                                            | 2        | Brasil      | 3           |  |  |                                            |       |
|  | Portugal                                  | 4                                          |                                            | Portugal | 8           |             |  |  |                                            |       |
|  | Portugal                                  | 4                                          |                                            |          | 8           |             |  |  |                                            |       |
|  |                                           |                                            |                                            |          |             |             |  |  | 11 de juliol - Vigo Institut Firal de Vigo |       |
|  |                                           |                                            |                                            |          |             |             |  |  |                                            |       |

### Del novè al setzè lloc
| 8 de juliol de 2009 16:30 |     |               |                                                                    |
| Moçambic                  | 3-0 | Països Baixos | Pavelló Municipal de Pontevedra Àrbitres: M.T. Martínez i J. Pinto |
| Pereira (2) Soares (1)    |     |               | Pavelló Municipal de Pontevedra Àrbitres: M.T. Martínez i J. Pinto |

| 8 de juliol de 2009 18:15 |     |                                        |                                                                 |
| Andorra                   | 1-4 | Colòmbia                               | Pavelló Municipal de Pontevedra Àrbitres: M. Ríos i R. Eggimann |
| Villaró (1)               |     | Raigosa (1) Gil (1) Ochoa (1) Mera (1) | Pavelló Municipal de Pontevedra Àrbitres: M. Ríos i R. Eggimann |

| 8 de juliol de 2009 19:45 |     |             |                                                                    |
| Xile                      | 3-1 | Anglaterra  | Pavelló Municipal de Pontevedra Àrbitres: C. Niestroy i M. Brailey |
| Salgado (2) Fernández (1) |     | Ableson (1) | Pavelló Municipal de Pontevedra Àrbitres: C. Niestroy i M. Brailey |

| 8 de juliol de 2009 21:30           |     |              |                                                                  |
| Alemanya                            | 4-2 | Estats Units | Pavelló Municipal de Pontevedra Àrbitres: M. Martínez i J. Pinto |
| Hovelmann (2) Kluge (1) Wochnik (1) |     | Englund (2)  | Pavelló Municipal de Pontevedra Àrbitres: M. Martínez i J. Pinto |

### Quarts de final
| 8 de juliol de 2009 16:30         |     |        |                                                       |
| Brasil                            | 4-0 | Angola | Institut Firal de Vigo Àrbitres: F. García i J. Vidal |
| Zanini (2) Selva (1) J. Silva (1) |     |        | Institut Firal de Vigo Àrbitres: F. García i J. Vidal |

| 8 de juliol de 2009 18:15 |     |                           |                                                        |
| Argentina                 | 3-2 | Itàlia                    | Institut Firal de Vigo Àrbitres: X. Jacquart i L. Agra |
| Álvarez (2) Nicolia (1)   |     | Illuzzi (1) Tataranni (1) | Institut Firal de Vigo Àrbitres: X. Jacquart i L. Agra |

| 8 de juliol de 2009 19:45                   |     |            |                                                     |
| Espanya                                     | 4-1 | Suïssa     | Institut Firal de Vigo Àrbitres: G. Fermi i M. Saab |
| Adroher (2) "Titi" Roca (1) J. Bargalló (1) |     | García (1) | Institut Firal de Vigo Àrbitres: G. Fermi i M. Saab |

| 8 de juliol de 2009 21:30 |     |                       |                                                      |
| França                    | 2-4 | Portugal              | Institut Firal de Vigo Àrbitres: L. Agra i F. García |
| Henry (1) Landrin (1)     |     | Pereira (2) Viana (2) | Institut Firal de Vigo Àrbitres: L. Agra i F. García |

### Del tretzè al setzè lloc
| 10 de juliol de 2009 16:30                   |     |                                                   |                                                               |
| Països Baixos                                | 6-5 | Estats Units                                      | Pavelló Municipal de Pontevedra Àrbitres: F. García i M. Ríos |
| Van Deursen (3) Van Dooren (2) Bisschoff (1) |     | Englund (2) Sordahl (1) Gibson (1) Schmelcher (1) | Pavelló Municipal de Pontevedra Àrbitres: F. García i M. Ríos |

| 10 de juliol de 2009 18:15 |     |                                        |                                                             |
| Andorra                    | 2-4 | Anglaterra                             | Pavelló Municipal de Pontevedra Àrbitres: L. Agra i M. Saab |
| Martín (1) Bassols (1)     |     | Waddinggham (2) Taylor (1) Ableson (1) | Pavelló Municipal de Pontevedra Àrbitres: L. Agra i M. Saab |

### Del novè al dotzè lloc
| 10 de juliol de 2009 19:45 |     |                                                            |                                                                 |
| Moçambic                   | 2-7 | Alemanya                                                   | Pavelló Municipal de Pontevedra Àrbitres: M. Ríos i R. Eggimann |
| B. Adrião (2)              |     | Hovelmann (2) Paczia (2) Glowka (1) Behrendt (1) Haupt (1) | Pavelló Municipal de Pontevedra Àrbitres: M. Ríos i R. Eggimann |

| 10 de juliol de 2009 21:30 |     |                             |                                                                 |
| Colòmbia                   | 2-4 | Xile                        | Pavelló Municipal de Pontevedra Àrbitres: C. Niestroy i M. Saab |
| Ochoa (2)                  |     | Salgado (3) Quintanilla (1) | Pavelló Municipal de Pontevedra Àrbitres: C. Niestroy i M. Saab |

### Del cinquè al vuitè lloc
| 10 de juliol de 2009 16:30 |     |                          |                                                      |
| Suïssa                     | 2-3 | França                   | Institut Firal de Vigo Àrbitres: G. Fermi i J. Vidal |
| Desponds (1) Wirth (1)     |     | Henry (2) Tarassioux (1) | Institut Firal de Vigo Àrbitres: G. Fermi i J. Vidal |

| 10 de juliol de 2009 18:15                             |     |                             |                                                             |
| Angola                                                 | 5-2 | Itàlia                      | Institut Firal de Vigo Àrbitres: M. Brailey i M.T. Martínez |
| Rui A. Gomes (2) Centeno (1) Rui M. Gomes (1) Coxe (1) |     | Travasino (1) Tataranni (1) | Institut Firal de Vigo Àrbitres: M. Brailey i M.T. Martínez |

### Semifinals
| 10 de juliol de 2009 19:45 |     |                                                     |                                                      |
| Brasil                     | 2-5 | Argentina                                           | Institut Firal de Vigo Àrbitres: J. Pinto i J. Vidal |
| Karam (1) Matos (1)        |     | P. García (2) R. García (1) Nicolia (1) Álvarez (1) | Institut Firal de Vigo Àrbitres: J. Pinto i J. Vidal |

| 10 de juliol de 2009 21:30 |     |              |                                                         |
| Espanya                    | 2-1 | Portugal     | Institut Firal de Vigo Àrbitres: G. Fermi i X. Jacquart |
| Ordeig (1) Gil (1)         |     | Oliveira (1) | Institut Firal de Vigo Àrbitres: G. Fermi i X. Jacquart |

### Quinzè i setzè lloc
| 11 de juliol de 2009 09:00           |     |                                         |                                                                     |
| Estats Units                         | 4-3 | Andorra                                 | Pavelló Municipal de Pontevedra Àrbitres: R. Eggimann i C. Niestroy |
| Schmelcher (1) Sordahl (2) Moyer (1) |     | Maestre (1) Montardit (1) Sebastián (1) | Pavelló Municipal de Pontevedra Àrbitres: R. Eggimann i C. Niestroy |

### Tretzè i catorzè lloc
| 11 de juliol de 2009 10:30     |     |            |                                                                    |
| Països Baixos                  | 2-3 | Anglaterra | Pavelló Municipal de Pontevedra Àrbitres: X. Jacquart i M. Brailey |
| Van Deursen (1) Van Gemert (1) |     | Barker (3) | Pavelló Municipal de Pontevedra Àrbitres: X. Jacquart i M. Brailey |

### Onzè i dotzè lloc
| 11 de juliol de 2009 12:00                    |     |             |                                                                   |
| Moçambic                                      | 4-1 | Colòmbia    | Pavelló Municipal de Pontevedra Àrbitres: C. Niestroy i F. García |
| Soares (1) Kiko (1) B. Adrião (1) Maninho (1) |     | Reigosa (1) | Pavelló Municipal de Pontevedra Àrbitres: C. Niestroy i F. García |

### Novè i desè lloc
| 11 de juliol de 2009 13:30 |     |                           |                                                                 |
| Alemanya                   | 2-3 | Xile                      | Pavelló Municipal de Pontevedra Àrbitres: X. Jacquart i L. Agra |
| Wochnik (2)                |     | Fernández (2) Salgado (1) | Pavelló Municipal de Pontevedra Àrbitres: X. Jacquart i L. Agra |

### Setè i vuitè lloc
| 11 de juliol de 2009 16:30 |                  |              |                                                      |
| Itàlia                     | 1-1 penals (1-0) | Suïssa       | Institut Firal de Vigo Àrbitres:M. Ríos i M. Brailey |
| Tataranni (1), (1p)        |                  | Desponds (1) | Institut Firal de Vigo Àrbitres:M. Ríos i M. Brailey |

### Cinquè i sisè lloc
| 11 de juliol de 2009 18:15   |     |                                            |                                                              |
| Angola                       | 2-3 | França                                     | Institut Firal de Vigo Àrbitres: M.T. Martínez i R. Eggimann |
| Centeno (1) Rui M. Gomes (1) |     | Weber (1) Furstenberger (1) Tarassioux (1) | Institut Firal de Vigo Àrbitres: M.T. Martínez i R. Eggimann |

### Tercer i quart lloc
| 11 de juliol de 2009 19:45     |     |                             |                                                     |
| Brasil                         | 3-8 | Portugal                    | Institut Firal de Vigo Àrbitres: M. Saab i J. Vidal |
| Zanini (1) Matos (1) China (1) |     | Viana (6) Neves (1) Rei (1) | Institut Firal de Vigo Àrbitres: M. Saab i J. Vidal |

### Final
| 11 de juliol de 2009 21:30 |     |                                      |                                                                                     |
| Argentina                  | 1-3 | Espanya                              | Institut Firal de Vigo Àrbitres: G. Fermi i J. Pinto Assistència: 4.500 espectadors |
| Cabeza (1)                 |     | J. Bargalló (1) Gual (1) Adroher (1) | Institut Firal de Vigo Àrbitres: G. Fermi i J. Pinto Assistència: 4.500 espectadors |

| Espanya        |
| Campió Espanya |

## Classificació final
| Equip | Equip         | Pts | PJ | PG | PE | PP | GF | GC | DG  | Rend  |
| ----- | ------------- | --- | -- | -- | -- | -- | -- | -- | --- | ----- |
| 1r    | Espanya       | 18  | 6  | 6  | 0  | 0  | 35 | 5  | +30 | 100%  |
| 2n    | Argentina     | 15  | 6  | 5  | 0  | 1  | 40 | 11 | +29 | 83,3% |
| 3r    | Portugal      | 12  | 6  | 4  | 0  | 2  | 34 | 13 | +21 | 66,6% |
| 4t    | Brasil        | 12  | 6  | 4  | 0  | 2  | 21 | 16 | +5  | 66,6% |
| 5è    | França        | 13  | 6  | 4  | 1  | 1  | 19 | 11 | +8  | 72,2% |
| 6è    | Angola        | 7   | 6  | 2  | 1  | 3  | 14 | 14 | 0   | 38,8% |
| 7è    | Itàlia        | 10  | 6  | 3  | 1  | 2  | 16 | 13 | +3  | 55,5% |
| 8è    | Suïssa        | 6   | 6  | 2  | 0  | 4  | 13 | 15 | -2  | 33,3% |
| 9è    | Xile          | 12  | 6  | 4  | 0  | 2  | 16 | 15 | +1  | 66,6% |
| 10è   | Alemanya      | 9   | 6  | 3  | 0  | 3  | 20 | 19 | +1  | 50%   |
| 11è   | Moçambic      | 8   | 6  | 2  | 2  | 2  | 8  | 20 | -12 | 44,4% |
| 12è   | Colòmbia      | 4   | 6  | 1  | 1  | 4  | 7  | 28 | -21 | 22,2% |
| 13è   | Anglaterra    | 6   | 6  | 2  | 0  | 4  | 11 | 19 | -8  | 33,3% |
| 14è   | Països Baixos | 3   | 6  | 1  | 0  | 5  | 10 | 27 | -17 | 16,6% |
| 15è   | Estats Units  | 3   | 6  | 1  | 0  | 5  | 15 | 55 | -40 | 16,6% |
| 16è   | Andorra       | 3   | 6  | 1  | 0  | 5  | 15 | 19 | -4  | 16,6% |

## Màxims golejadors
| Jugador           | Selecció  | Gols |
| ----------------- | --------- | ---- |
| Pablo Álvarez     | Argentina | 14   |
| Luis Viana        | Portugal  | 12   |
| Jerome Desponds   | Suïssa    | 7    |
| Pedro Gil         | Espanya   | 7    |
| Guirec Henry      | França    | 7    |
| Carlos Nicolia    | Argentina | 7    |
| Massimo Tataranni | Itàlia    | 7    |
| Nicolas Fernández | Xile      | 6    |
| Paulo García      | Argentina | 6    |
| Kay Hovelmann     | Alemanya  | 6    |
| Ricardo Pereira   | Portugal  | 6    |
| Jorge Salgado     | Xile      | 6    |